# Robert Geesink
Robert Geesink (Amsterdam, 29 januari 1943 – Hampi, 23 november 2016) was een Nederlandse schilder, die woonde en werkte in Hampi, een historische plaats in de deelstaat Karnataka, India.

## Loopbaan
Geesink studeerde onder meer in Parijs. In een tijd, waarin schilders op de kunstacademies geleerd werd abstract te schilderen, koos hij voor figuratieve kunst. Hij reisde vanaf de jaren zestig lange tijd rond in Aziatische landen, waaronder Indonesië. Uiteindelijk vestigde hij zich in 1978 in Hampi, India. In een dorp in de buurt trouwde hij met een Lambani-vrouw, die hij veelvuldig portretteerde. Na haar dood hertrouwde hij opnieuw met een vrouw van deze gemeenschap. Geesink schilderde scènes uit het leven van de Lambani en de resten van de oude stad Hampi.
Robert Geesink komt voor in de documentaire Hippie Massala (Für immer in Indien) van Ulrich Grossenbacher uit 2006, een film die genomineerd werd voor de Zwitserse Filmprijs 2007.